# Arcidiocesi di Palmas
L'arcidiocesi di Palmas (in latino: Archidioecesis Palmensis in Brasilia) è una sede metropolitana della Chiesa cattolica in Brasile. Nel 2021 contava 197.706 battezzati su 348.163 abitanti. È retta dall'arcivescovo Pedro Brito Guimarães.

## Territorio
L'arcidiocesi comprende 11 comuni dello stato brasiliano di Tocantins: Palmas, Aparecida do Rio Negro, Lagoa do Tocantins, Lajeado, Lizarda, Mateiros, Novo Acordo, Rio Sono, Santa Tereza do Tocantins, São Félix do Tocantins e Tocantínia.
Sede arcivescovile è la città di Palmas, dove si trovano la cattedrale del Divino Spirito Santo (Divino Espírito Santo) e la pro-cattedrale di San Giuseppe.
Il territorio si estende su 34.097 km² ed è suddiviso in 36 parrocchie, raggruppate in tre zone pastorali: San Pietro, San Giovanni e San Paolo.

### Provincia ecclesiastica
La provincia ecclesiastica di Palmas, istituita nel 1996, comprende le seguenti suffraganee:
- diocesi di Araguaína,
- diocesi di Cristalândia,
- diocesi di Miracema do Tocantins,
- diocesi di Porto Nacional,
- diocesi di Tocantinópolis.

## Storia
L'arcidiocesi è stata eretta il 27 marzo 1996 con la bolla Maiori spirituali bono di papa Giovanni Paolo II, ricavandone il territorio dalle diocesi di Miracema do Tocantins e di Porto Nacional.

## Cronotassi dei vescovi
Si omettono i periodi di sede vacante non superiori ai 2 anni o non storicamente accertati.
- Alberto Taveira Corrêa (27 marzo 1996 - 30 dicembre 2009 nominato arcivescovo di Belém do Pará)
- Pedro Brito Guimarães, dal 20 ottobre 2010

## Statistiche
L'arcidiocesi nel 2021 su una popolazione di 348.163 persone contava 197.706 battezzati, corrispondenti al 56,8% del totale.
| anno | popolazione | popolazione | popolazione | presbiteri | presbiteri | presbiteri | presbiteri                | diaconi | religiosi | religiosi | parrocchie |
| anno | battezzati  | totale      | %           | numero     | secolari   | regolari   | battezzati per presbitero | diaconi | uomini    | donne     | parrocchie |
| ---- | ----------- | ----------- | ----------- | ---------- | ---------- | ---------- | ------------------------- | ------- | --------- | --------- | ---------- |
| 1999 | 115.000     | 153.497     | 74,9        | 16         | 7          | 9          | 7.187                     | 3       | 11        | 54        | 8          |
| 2000 | 115.500     | 154.000     | 75,0        | 20         | 10         | 10         | 5.775                     | 2       | 12        | 53        | 8          |
| 2001 | 127.659     | 170.213     | 75,0        | 22         | 9          | 13         | 5.802                     | 8       | 21        | 52        | 13         |
| 2002 | 140.385     | 183.384     | 76,6        | 23         | 12         | 11         | 6.103                     | 7       | 15        | 52        | 16         |
| 2003 | 140.385     | 183.385     | 76,6        | 25         | 19         | 6          | 5.615                     | 5       | 35        | 52        | 16         |
| 2004 | 140.385     | 183.385     | 76,6        | 43         | 38         | 5          | 3.264                     | 4       | 5         | 52        | 27         |
| 2013 | 158.000     | 206.000     | 76,7        | 61         | 54         | 7          | 2.590                     | 22      | 9         | 59        | 36         |
| 2016 | 168.076     | 312.991     | 53,7        | 51         | 35         | 16         | 3.295                     | 30      | 21        | 60        | 36         |
| 2019 | 189.297     | 332.952     | 56,9        | 59         | 41         | 18         | 3.208                     | 30      | 20        | 61        | 36         |
| 2021 | 197.706     | 348.163     | 56,8        | 70         | 53         | 17         | 2.824                     | 29      | 19        | 56        | 36         |